# Serie C (rugby a 15)
La Serie C è il campionato nazionale italiano maschile di quarta divisione di rugby a 15. Fondata nel 2002, è la più alta categoria in cui vengono organizzati incontri su base regionale.

## Formula
L'organizzazione dei vari tornei di Serie C è delegata dalla FIR ai vari Comitati regionali.
In Serie C milita l'unica squadra straniera di rugby a 15 del campionato italiano, il RC San Marino con sede a Domagnano nella Repubblica di San Marino.
Il campionato di Serie C 2013-2014, è stata una stagione di passaggio, al termine della quale sono stati costituiti per la stagione 2014-2015 una Serie C1 e una Serie C2, diversificando i livelli di C. Nella Serie C1 andarono: le 8 squadre retrocesse dalla Serie B 2013-2014, le 24 squadre perdenti ai play-off 2013-2014 e le 74 migliori classificate durante la stagione regolare. Tutte le altre squadre sono state assegnate alla Serie C2.